# Barkhad Abdi
Barkhad Abdi (n. 10 aprilie 1985, Muqdisho, Banaadir⁠(d), Somalia) este un actor american de origine somaleză, nominalizat la Oscar, Globul de Aur, Premiul Sindicatului Actorilor și BAFTA. Acesta este cunoscut pentru rolurile sale din filmele Captain Phillips (regizat de Paul Greengrass), Good Time: Pe bune, o să-ți placă (regizat de frații Safdie) sau Blade Runner 2049 (regizat de Denis Villeneuve). 